# Carrington
Carrington és una ciutat de l'Estat del Dakota del Nord dels Estats Units d'Amèrica. Forma part del comtat del Foster i és la ciutat més gran del comtat. Segons el cens del 2000, té una població de 2.268 habitants. La ciutat va ser fundada el 1883.